# 荆州历史
荆州是楚文化的发源地，自从楚国建都自此，乃兵家必争之地，多个政权曾在此建立政权。

## 东周时期
春秋战国时期的楚国建都于郢城，又称纪南城，位于现今荆州古城北四公里处。
公元前9世纪初叶，周夷王年间，楚国君熊渠封长子熊无康为句亶王，句亶国地理位置即后来的郢都一带。公元前689年，楚文王即位，将国都自丹阳徙郢（今荆州城北五千米外纪南城），至公元前278年白起拔郢，楚国连续二十代王在此建都400余年。

## 秦汉时期
公元前278年，秦将白起拔郢，分郢置南郡、江陵县。秦末楚汉相争，项羽立其部将共敖为临江王，都于江陵。敖死，其子共尉嗣。汉高祖五年（公元前202年），刘邦使将军刘贾及太尉卢绾击杀共尉，临江国除，复于江陵置南郡，分江陵县，置郢县。汉景帝时，先后封其子刘阏及刘荣于江陵为临江王，阏、荣死，国除，复为南郡。王莽改制时，更南郡名南顺，江陵县名江陆县，郢县为郢亭，但不久即恢复江陵本称。东汉建初三年（公元78年），汉章帝徙其弟钜鹿王刘恭为江陵王。元和二年（85年），江陵乃复为南郡。

## 三国时期
荆州在三国时期占据着极为重要的军事战略地位。东汉末年荆州为荆州牧刘表管辖，之后为曹操，孙权与刘备互相攻伐并轮流占据，并留下了刘备借荆州与关羽大意失荆州等脍炙人口的典故。

## 两晋时期
晋平吴，复于此置南郡、江陵县，辖属荆州刺史部。东晋元帝南渡（318年），曾在江陵境内设云中县、九原县、定襄县、宕渠县、广牧县、新丰县6个侨县，并设新兴郡统辖，这些侨郡、侨县的位置大致在当时江陵县东部即现在江陵县、沙市区岑河镇及潜江市西部龙湾镇、张金镇一带地区。东晋时荆州刺史治所，初犹迁徙不定，太元十四年（389年），刺史王忱治江陵，从此不复迁徙，江陵城由此又称荆州城。

## 南北朝时期
齐中兴元年（501年）3月，齐和帝萧宝融在江陵建都，自立为帝，史称西齐。552年11月梁元帝萧绎即帝位于江陵，554年11月西魏发兵入江陵，元帝降而被杀，梁都江陵3年而国除。后梁宣帝大定元年/西魏恭帝二年（555年）正月，萧？在江陵称帝，改元大定，史称后梁，西魏设江陵总管府监督。同年在江陵境内今白鹭湖一带置华陵县；后又在华陵县南置鄀州，同时置云泽县属之。后周时改华陵县为紫陵县。隋开皇二年（582年），因与后梁联姻，罢总管府；开皇七年（588年），并后梁，又置江陵总管，废新兴郡；十一年（592年），省安兴县入广牧县。仁寿初复称安兴县。隋炀帝大业元年（605年）将后梁所置鄀州及云泽县并入紫陵，又省定襄并入安兴。大业十四年（618年），萧？后裔铣称梁帝，徙都江陵，是为隋后梁。唐武德四年（621年），萧铣降唐。

## 唐、五代、宋时期
唐、五代、宋属江陵府。唐初，废紫陵县入江陵。贞观十七年（643年），省安兴县入江陵。至此，东晋以来侨置郡县及南北朝时析江陵增置州县均归入江陵。上元元年（760年）升荆州为江陵府，建为南都。同年析江陵置长宁县。次年，省枝江并入长宁。大历六年（771年）省长宁复置枝江县。五代十国时，江陵为荆南国都（或称南平国）。宋太祖乾德三年（965年），析江陵白洑巡置潜江县。

## 元明时期
元属中兴路。明、清属荆州府，明朝时，江陵在龙湾市、沙头市、郝穴、虎渡口设巡检司。洪武十一年（1378年）建湘王府，建文元年（1399年）除；永乐元年（1403年）辽王府自辽东广宁（今辽宁北镇县）迁于此，隆庆三年（1569年）除；万历二十九年（1601）年建惠王府，崇祯十五年（1642年），李自成据江陵，惠王常润出逃，王府遂废。

## 清时期
清朝江陵分为五汛，即捕汛（现荆州区长江以北范围）、龙汛（潜江市龙湾、徐李、张金一带）、虎汛（原江陵县长江以南虎渡河一带）、鹤汛（现江陵县马家寨、熊河以东的地区）、沙汛（即现沙市区及江陵县西部）。并于丫果驿设置县丞署，郝穴设主簿署，沙市、龙湾、虎渡口设巡检司。康熙二十二年（1683年）于江陵置湖北驻防将军府，是为全国十三大将军府之一。

## 民国时期
民国元年（1912年），裁荆州府，江陵属省直辖。1913年，湖北分道，江陵属荆宜施鹤道。1914年，改为荆南道，江陵属之。1915年，属荆宜道。1927年，又属省辖。1932年，属省第七行政督察区。1936年，改属省第四行政督察区。民国31年（1942年），日本侵略军曾扶持建立伪江陵县政府，驻沙市。至民国34年（1945年）随日军投降而瓦解。第二次国内革命战争时期、抗日战争时期、第三次国内革命战争时期，县内均有中国共产党领导的县、区、乡政权。当时，区行政督察专员公署与江陵县政府同驻荆州城。

## 近代行政区划变更
中华人民共和国成立后，属荆州专区。1949年7月15日，沙市划出建市。1953年将县属埠河区划隶新成立的荆江县（1955年并入公安县）。1954年将张金、徐李两区划给潜江县。
1962年11月28日，荆州专署将沙市民主公社全部、和平公社5个大队、荆江公社1个大队和机械农场3个分场划归江陵县。
1985年9月10日，江陵县的1乡（锣场乡）13村（锣场乡的8个村、郢东乡的4个村和岑河乡的1个村），面积36.7平方千米，人口1.4万余划归沙市。
1994年9月29日，国务院批复国函[1994]99号（节选）：撤销荆州地区、沙市市、江陵县，设立荆沙市（地级），市人民政府驻新设立的沙市区北京路。荆沙市新设沙市区、荆州区和江陵区（1998年降级为县）。荆州地区在1994年与原沙市市合并后，短时间内名称为荆沙市，后更名为荆州市。原荆州地区除江陵县、公安县、监利县、洪湖县、石首县、松滋县外，辖天门县、潜江县、沔阳县（后更名仙桃县）、洪湖县、京山县、钟祥县。1994年之后，天门县、潜江县、仙桃县分别撤县建市，并脱离荆州市管辖，京山县与钟祥县则划归邻近的荆门市管辖。 